# Torreornis
Torreornis is een geslacht van vogels uit de familie van de Amerikaanse gorzen. Het geslacht telt één soort:
- Torreornis inexpectata – Zapatagors